# Entedon tobiasi
Entedon tobiasi är en stekelart som beskrevs av Alex Gumovsky 2003. Entedon tobiasi ingår i släktet Entedon och familjen finglanssteklar.
Artens utbredningsområde är Uzbekistan. Inga underarter finns listade i Catalogue of Life.